# Тулифелд
Тулифелд (на немски: Tullifeld) е част от Бухония (Buchonia, Buchengau) и средновековно гауграфство в днешната западна част на Тюрингия, Германия. Тулифелд е обграден на север и изток от река Вера.
Графове в Тулифелд са франкските Бабенберги:
- Попо I († 839/841), граф в Грабфелд и Тулифелд [1][2]
- Попо (II) († сл. 906), маркграф на Тюрингия (880 – 892) („dux Thuringorum“) и на Сорбенмарк, 903 маркграф в баварския Нордгау, 906 граф във Фолкфелд, син на Попо I
- Попо (III) († 945), граф в Грабфелд и Тулифелд, син на Попо (II)
- Адалберт, граф в Грабфелд и Тулифелд 895/915, брат на Попо (III)